# Barbara Ewa Werner
Barbara Ewa Werner (ur. 1948) – polska śpiewaczka klasyczna (sopran), skrzypaczka i pedagog.
Absolwentka Państwowej Wyższej Szkoły Muzycznej w Krakowie (gra na skrzypcach) oraz Akademii Muzycznej w Katowicach (1982, klasa śpiewu Eugeniusza Sąsiadka). Jako skrzypaczka pracowała m.in. w Filharmonii Rzeszowskiej, Filharmonii Wrocławskiej i w zespole Capella Cracoviensis. Od 1978 pedagog w Akademii Muzycznej we Wrocławiu. Pracowała również na Wydziale Pedagogiczno-Artystycznym Uniwersytetu im. Adama Mickiewicza w Poznaniu. Profesor sztuk muzycznych (1999). Członkini założycielka Polskiego Stowarzyszenia Pedagogów Śpiewu.